# Aeschynanthus kermesinus
Aeschynanthus kermesinus är en tvåhjärtbladig växtart som beskrevs av Rudolf Schlechter. Aeschynanthus kermesinus ingår i släktet Aeschynanthus och familjen Gesneriaceae. Inga underarter finns listade i Catalogue of Life.